# Вудсток (Минесота)
Вудсток (енгл. Woodstock) град је у америчкој савезној држави Минесота.

## Демографија
По попису из 2010. године број становника је 124, што је 8 (-6,1%) становника мање него 2000. године.
| Група             | 2000.       | 2010.       |
| Белци             | 131 (99,2%) | 122 (98,4%) |
| Афроамериканци    | 0 (0,0%)    | 0 (0,0%)    |
| Азијати           | 0 (0,0%)    | 1 (0,8%)    |
| Хиспаноамериканци | 0 (0,0%)    | 0 (0,0%)    |
| Укупно            | 132         | 124         |